# Maison de Musa Shehzade
La maison de Musa Shehzade (en albanais : Shtëpia e Musa Shehzades) est située au Kosovo, à Prizren, dans le district de Prizren. En raison de sa valeur architecturale, cette maison, construite à la fin du XVIIIe siècle, figure sur la liste des monuments culturels du Kosovo.

## Présentation

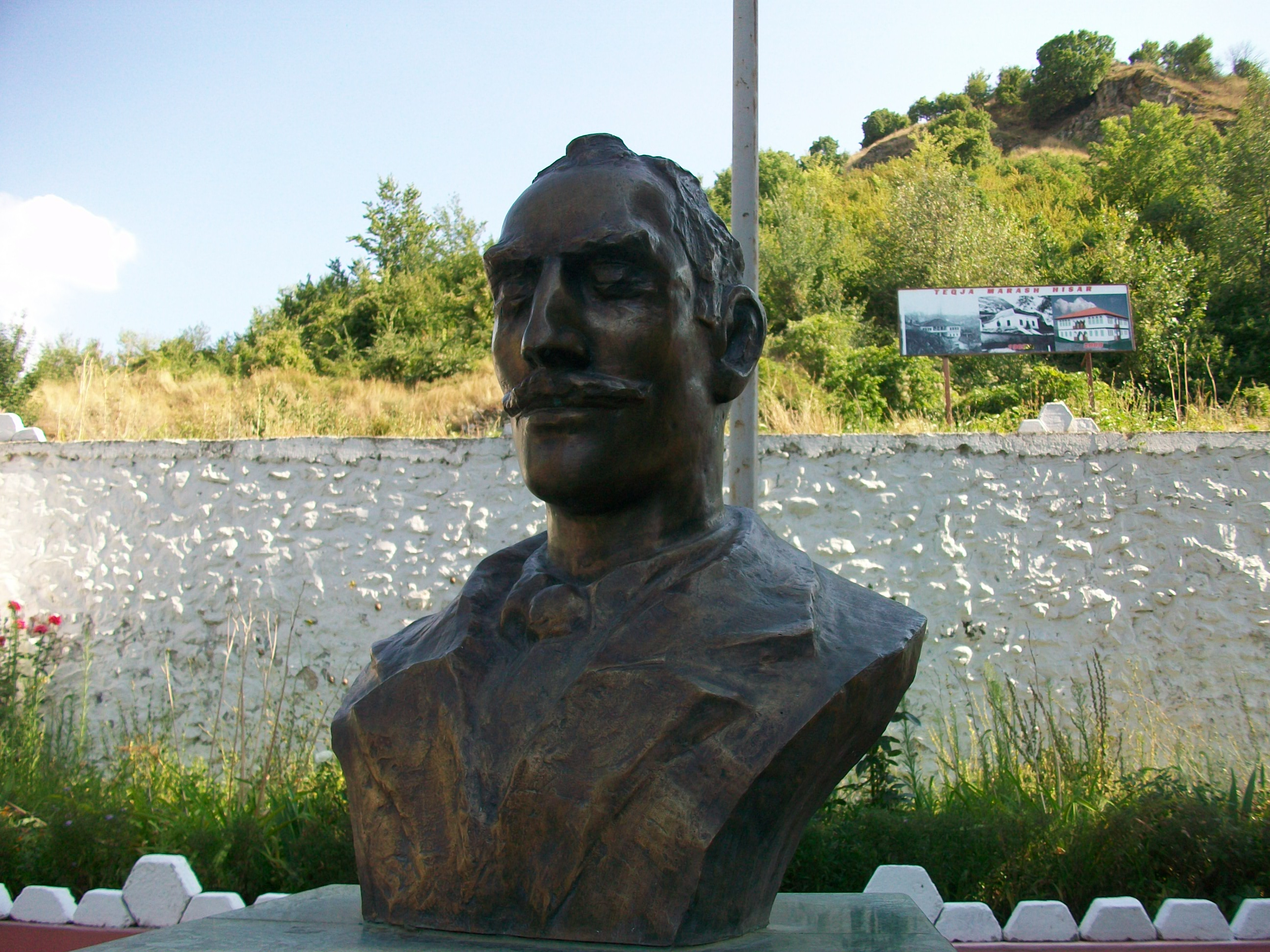
Buste de Musa Shehzade à Prizren

La maison de Musa-effendi Shehzade (1870-1945), située à Prizren, sur la vieille route de Saraï, a été construite à la fin du XVIIIe siècle. Elle est bâtie sur un plan asymétrique et est dotée d'un rez-de-chaussée et d'un étage. La façade principale se trouve à l'est et est constituée de poutres en bois, dont certaines en avancée, comme dans beaucoup de maisons de la ville.
Au XIXe siècle, l'intérieur de la maison a été modifié, notamment sur le plan du mobilier ; on y trouve des cheminées décorées et des plafonds en bois richement sculptés.
Au XXe siècle sont intervenus des changements beaucoup plus radicaux : au milieu du siècle, la propriété a été divisée et de nouvelles constructions ont obturé une partie de l'ancienne façade ; dans les années 1980, la maison est devenue un entrepôt de matériel électrique et, en 1999, le nouveau propriétaire a fait refaire le toit. Au début des années 2010, la maison a été restaurée dans le cadre d'une restructuration du Musée ethnographique de Prizren.